# Harry Hemley Plaskett
Harry Hemley Plaskett (Toronto, 5 de julio de 1893 - 26 de enero de 1980) fue un astrónomo canadiense. Realizó importantes contribuciones a los campos de la física solar, la espectroscopia astronómica y espectrofotometría. Entre los años 1932 y 1960 se desempeñó como Profesor Saviliano de astronomía en la Universidad de Oxford, en Inglaterra; y en el año 1963 fue galardonado con la Medalla de oro de la Real Sociedad Astronómica.
Su padre, John Stanley Plaskett (1865-1941), también fue un destacado astrónomo. 